# Tučna
Tučna je naselje (nemško Tutschna) v občini Kamnik. Leži vrh sončne in zavetne police severno od Nevelj na jugovzhodnem pobočju Vovarja (941m). Prebivalci se imenujejo Tučnjani,

## Zgodovina
Tučna se v arhivskih zapisih prvič omenja okoli leta 1400 v urbarju kamniškega deželnega sodišča. V urbarju na Tučno kaže priimek kmeta Gregorja »Natütschnika« v tej županiji. Gornjegrajski menihi so imeli po urbarju iz leta 1426 v Tučni dva najemnika zemlje. 